# Marija Alexandrowna Kisseljowa
Marija Alexandrowna Kisseljowa (russisch Мария Александровна Киселёва; * 28. September 1974 in Kujbyschew, Sowjetunion) ist eine russische Synchronschwimmerin, dreifache Olympiasiegerin, zweimalige Weltmeisterin und neunmalige Europameisterin. Zudem ist Kisseljowa Moderatorin, Sportkommentatorin Schauspielerin und Politikerin.

## Sportliche Karriere
Kisseljowa wurde zusammen mit Olga Brusnikina dreimal Olympiasiegerin im Synchronschwimmen (2000 in Sydney und 2004 in Athen), einmal im Duett und zweimal im Team.
1998 in Perth und 2003 in Barcelona wurde Kisseljowa Weltmeisterin im Synchronschwimmen mit dem russischen Team.
Bei den Europameisterschaften konnte Kisseljowa neun Mal den Europameistertitel holen, viermal im Duett und fünfmal im Team.

## Leben nach dem Sport
Von 2001 bis 2005 moderierte Kisseljowa die Quiz-Sendung Slaboje sweno im Ersten Kanal, in Deutschland ist das Format unter dem Titel Der Schwächste fliegt bekannt. Von 2001 bis 2002 moderierte sie zudem die Sportnachrichten auf dem Fernsehsender NTW.
Kisseljowa spielte 2003 die Rolle der Warwara Iwolgina in der russischen Fernsehserie Idiot (nach dem gleichnamigen Roman von Dostojewski, Regie führte Wladimir Bortko) und 2007 eine kleine Rolle im russischen Science-Fiction-Film Paragraph 78 – Das Spiel des Todes.
Kisseljowa ist russisch-orthodox und ist seit August 2001 mit dem Schwimmer Wladimir Kirssanow verheiratet, mit dem sie zwei Töchter – Darja und Alexandra – hat.
Sie ist Mitglied der Partei Einiges Russland. Bei der Stadtdumawahl 2019 wurde sie als Einzelbewerberin zur Abgeordneten der Moskauer Stadtduma der VII. Einberufung gewählt.

## Auszeichnungen
- Verdienter Meister des Sports in Russland (2000)[7]
- Orden der Ehre (2001)[8][9]
- Verdienstorden für das Vaterland (2005)[10]
- 2010 wurde Kisseljowa in die International Swimming Hall of Fame aufgenommen.[11]